# Коритниця (Ґарволінський повіт)
Коритниця (пол. Korytnica) — село в Польщі, у гміні Троянув Ґарволінського повіту Мазовецького воєводства.
Населення — 340 осіб (2011).
У 1975-1998 роках село належало до Седлецького воєводства.

## Демографія
Демографічна структура станом на 31 березня 2011 року:
|          | Загалом | Допрацездатний вік | Працездатний вік | Постпрацездатний вік |
| -------- | ------- | ------------------ | ---------------- | -------------------- |
| Чоловіки | 170     | 28                 | 115              | 27                   |
| Жінки    | 170     | 35                 | 90               | 45                   |
| Разом    | 340     | 63                 | 205              | 72                   |